# ایوان بارتون
ایوان بارتون (انگلیسی: Iván Barton؛ زادهٔ ۲۷ ژانویهٔ ۱۹۹۱) داور فوتبال اهل السالوادور است. وی از سال ۲۰۱۸ در مسابقات بین‌المللی قضاوت میکند.